# Carin Ternström
Carin Ternström (* um 1918, geborene Carin Stridbäck) ist eine schwedische Badmintonspielerin. 

## Karriere
Carin Stridbäck gewann 1939 ihren ersten nationalen Titel in Schweden im Damendoppel mit Thyra Hedvall. Zwei weitere gemeinsame Doppeltitel folgten 1941 und 1942. 1945 und 1947 gewann sie die Meisterschaft im Dameneinzel. 1948 und 1950 wurde sie noch einmal Meisterin im Damendoppel.

## Sportliche Erfolge
| Saison    | Veranstaltung                     | Disziplin   | Platz | Name                                                    |
| --------- | --------------------------------- | ----------- | ----- | ------------------------------------------------------- |
| 1938/1939 | Schweden: Einzelmeisterschaft     | Damendoppel | 1     | Thyra Hedvall / Carin Stridbäck (Försäkringsmännen)     |
| 1940/1941 | Schweden: Einzelmeisterschaft     | Damendoppel | 1     | Thyra Hedvall / Carin Stridbäck (Försäkringsmännen)     |
| 1941/1942 | Schweden: Einzelmeisterschaft     | Damendoppel | 1     | Thyra Hedvall / Carin Stridbäck (Försäkringsmännen)     |
| 1944/1945 | Schweden: Einzelmeisterschaft     | Dameneinzel | 1     | Carin Stridbäck (Fjäderbollen)                          |
| 1946/1947 | Schweden: Einzelmeisterschaft     | Dameneinzel | 1     | Carin Stridbäck (Fjäderbollen)                          |
| 1947/1948 | Schweden: Einzelmeisterschaft     | Damendoppel | 1     | Margareta Blomqvist / Carin Stridbäck (Fjäderbollen)    |
| 1949/1950 | Schweden: Einzelmeisterschaft     | Damendoppel | 1     | Thyra Hedvall / Carin Ternström (SBK / Fjäderbollen)    |
| 1954/1955 | Schweden: Einzelmeisterschaft O35 | Damendoppel | 1     | Thyra Hedvall / Carin Ternström (SBK / BK Fjäderbollen) |
| 1960/1961 | Schweden: Einzelmeisterschaft O35 | Damendoppel | 1     | Margareta Blomqvist / Carin Ternström (BK Fjäderbollen) |